# La Cage aux ours
Pour plus de détails, voir Fiche technique et Distribution.
La Cage aux ours est un film belge réalisé par Marian Handwerker, sorti en 1974.

## Fiche technique
- Titre : La Cage aux ours
- Réalisation : Marian Handwerker
- Scénario : Paul Paquay
- Musique : Walter Heynen
- Photographie : Michel Baudour
- Montage : Michèle Maquet, Denise Vindevogel
- Production : Jacqueline Pierreux
- Société de production : Pierre Films
- Pays :  Belgique
- Genre : Drame
- Durée : 90 minutes
- Dates de sortie : 
  -  France : mai 1974 (Festival de Cannes)

## Distribution
- Jean Pascal : Léopold Thiry
- Yvette Merlin : la mère
- Michel François : Bernard
- Puce : Julie
- Pascal Bruno : le grand-père
- Daniel Dury : Lucien
- Jacques Courtois : le professeur de français
- Marcel Melebeck : le frère du père
- Tine Briac : la femme du frère
- Jules Goffaux : Le colonel
- Patrick Boelen : Dumont
- Paul Bovre : l'employé
- Etienne Noirhomme : le professeur progressiste
- Claudia Sylvia : Liliane

## Distinctions
Le film a été présenté en sélection officielle en compétition au Festival de Cannes 1974.